# Scars (альбом Гэри Мура)
«Scars» — альбом возглавляемой Гэри Муром блюз-рок-группы Scars, вышедший в 2002 году.
В 2002 году Гэри Мур решил создать группу в формате пауэр-трио с бывшим басистом Skunk Anansie Касом Льюисом и барабанщиком Primal Scream Дэррином Муни под названием Scars. Пресс-секретарь Sanctuary Records отметил: «Гэри был поражён мощью и точностью игры Муни, когда он прослушивал барабанщиков <…>, и во время поиска басиста для укомплектования нового состава Дэррин предложил ему взглянуть на Каса. Когда они все собрались вместе, чтобы играть в первый раз, это было прекрасно. Всё было как по щелчку. Это было так естественно, так совершенно незамысловато, что Муру сразу стало ясно, что это будет окончательный состав, и он был прав».
Слово scars означает «шрамы». Возможно, это название альбома и группы связано как с душевными шрамами Мура, так и со шрамами на его лице, которые он получил из-за разбитого стекла в конце 1970-х годов в пабе, когда хотел защитить свою подругу от домогательств.
Студийный альбом «Scars», выпущенный 2 сентября 2002 года на Sanctuary Records, включает в себя композиции, напоминающие звучание таких исполнителей, как Джими Хендрикс и Стиви Рэй Вон, но в современной стилистике. Все композиции, вошедшие в альбом, являются оригинальными: шесть написаны Гэри Муром, ещё четыре написаны им в соавторстве с Муни и Люисом. Все песни записаны в составе трио без привлечения сессионных музыкантов. Как отметил Евгений Долгих («Джаз-Квадрат») «Вместе с ненужными красивостями он избавился и от прежней претенциозной манеры — альбом звучит просто и с достоинством».
Группа выступила в нескольких выступлениях в рамках «Monsters of Rock» в 2003 году. Записанный на данном концерте материал был издан как Live at Monsters of Rock, но альбом уже значился как сольная работа Гэри Мура. В дальнейшем трио больше не собиралось, хотя Даррин Муни продолжал быть брарабанщиком у Мура ещё в течение нескольких лет.

## Список композиций
| №   | Название                               | Автор(ы)             | Длительность |
| --- | -------------------------------------- | -------------------- | ------------ |
| 1.  | «When the Sun Goes Down»               | Moore, Lewis, Mooney | 4:19         |
| 2.  | «Rectify»                              | Moore, Lewis, Mooney | 4:21         |
| 3.  | «Wasn't Born in Chicago»               | Moore                | 4:35         |
| 4.  | «Stand Up»                             | Moore, Lewis, Mooney | 4:11         |
| 5.  | «Just Can't Let You Go»                | Moore                | 7:40         |
| 6.  | «My Baby (She's So Good to Me)»        | Moore                | 3:26         |
| 7.  | «World of Confusion»                   | Moore                | 4:22         |
| 8.  | «Ball and Chain»                       | Moore, Lewis, Mooney | 12:53        |
| 9.  | «World Keep Turnin' Round»             | Moore                | 4:15         |
| 10. | «Who Knows (What Tomorrow May Bring)?» | Moore                | 9:48         |

## Участники записи
Scars
- Гэри Мур — гитары, вокал, продюсер, микширование
- Касс Льюис — бас-гитара, бэк-вокал
- Дэриррин Муни — ударные

технический персонал
- Крис Цангаридис — продюсер, звукоинженер, микширование
- Тим Хоул, Дэн Тёрнер, Дрю Робертс, Мэтт Кроуфорд — помощники звукоинженера
- Иэн Купер — мастеринг в Metropolis Mastering, Лондон